# Metándienon
A metándienon, más néven dianabol az egyik legrégebben előállított anabolikus szteroid.
Piacra 1960-ban került. Tesztoszteron-származék, mely rendkívül erős anabolikus tulajdonságokkal rendelkezik, mérsékelt androgén hatásokkal. Rendkívül hatékony szer, mellékhatásoktól azonban korántsem mentes. Erősen hajlamos ösztrogénkonverzióra, ezért alkalmazása során gyakran előfordul gynecomastia (nőimellűség), fokozott zsírfelhalmozódás.
Androgén tulajdonságaiból kifolyólag gyakori mellékhatások továbbá: zsíros, olajos bőr, pattanások, agresszió, a test- és arcszőrzet fokozott növekedése. 17-alfa-alkilált szteroid, alkalmazása erős stressznek teszi ki a májat.
A patikákban a következő neveken fordulhat elő világszerte: Ammipire, Anabol Tablets, Anabolex, Anabolin, Andoredan, Bionabol, Danabol DS, Dialone, Dianabol, Encephan, Metanabol, Methandon, Methanrostenolonum, Neo-Anabolene, Nerobol, Pronabol-5, Restuavit, Stenolon, Trinergic, Naposim.
Állatgyógyászatban is használatos szteroid.
Az állatgyógyászatban: Anabolikum 25%, D-bol, Ganabol, Metandiabol, Methandienone, Reforvit.